# Hohenaschau im Chiemgau
Hohenaschau im Chiemgau ist ein Gemeindeteil der Gemeinde Aschau im Chiemgau, ein Dorf und eine Gemarkung im oberbayrischen Landkreis Rosenheim.

## Geographie
Durch das Dorf fließt, von Süden nach Norden, der Beerbach, ein rechter Zufluss der Prien. Südlich liegt der Ort Brückl, westlich grenzen Oberweidach und Weidachwies an Hohenaschau. Im Osten befinden sich die Siedlungsplätze Fuchslug und Hub. Zudem führt die Staatsstraße 2093 von Oberaudorf kommend nach Wiesmühl bei Tittmoning.
Auf der höchsten Erhebung des Ortes befindet sich das Schloss Hohenaschau, welches seit dem 12. Jahrhundert Sitz der Herrschaft Hohenaschau ist. In Hohenaschau befindet sich auch die Talstation der Kampenwandbahn.
Die Gemarkung Hohenaschau i.Chiemgau hat eine Fläche von 2339,68 Hektar und liegt vollständig auf dem Gebiet der Gemeinde Aschau im Chiemgau.
Es gibt 21 Baudenkmäler im Ortsteil.

## Geschichte
Das Gebiet um Hohenaschau war seit 891 im Besitz des Erzstifts Salzburg. Um 1158 wurden die Salzburgischen Gebiete im Priental und die dortigen Besitzungen des Klosters Herrenchiemsee den Grafen von Falkenstein-Neuburg als Vögte übertragen. Den späteren Herren von Hohenaschau,  den Freybergern und Preysingern, gelang es bis zur Mediatisierung 1803, die Hoheitsrechte wie das Recht der Hoch- und Blutgerichtsbarkeit, die aus der Zugehörigkeit zu Salzburg herrührten, zu bewahren.
Die 1818 mit dem bayerischen Gemeindeedikt gebildete Gemeinde unterstand noch bis 1848 dem gräflich Preysingischen Herrschafts-Gerichts Hohenaschau. Am 1. Juli 1953 wurde der Gemeindename von Hohenaschau in Hohenaschau i.Chiemgau geändert. Die Gemeinde Hohenaschau ging am 1. Januar 1966 zusammen mit Niederaschau in der neugebildeten Gemeinde Aschau im Chiemgau auf. Sie umfasste neben dem Kirchdorf Hohenaschau noch 16 weitere Gemeindeteile, nämlich die Dörfer Bach, Hammerbach, Oberweidach, Schlechtenberg, Weidach und Weidachwies, die Weiler Brand, Brückl, Einfang, Hub und Wald, sowie die Einöden Attich, Fuchslug, Kohlstatt, Lehmbichl und Wasserthal.